# Ministre responsable de l'Agence du revenu du Canada
Le ministre responsable de l’Agence du revenu du Canada est le ministère de la Couronne du cabinet du Canada qui est responsable pour la perception des impôts et de l'administration des lois fiscales fédérales. Sa principale agence est l'Agence du revenu du Canada.
L'actuel ministre responsable de l’Agence du revenu du Canada est François-Philippe Champagne, en poste depuis le 13 mai 2025 sous le cabinet de Mark Carney.

## Liste des ministres
| Ministre Intitulé | Ministre Intitulé | Ministre Intitulé           | Parti   | Début            | Fin              | Gouvernement     |
| ----------------- | ----------------- | --------------------------- | ------- | ---------------- | ---------------- | ---------------- |
|                   |                   | Diane Lebouthillier         | Libéral | 4 novembre 2015  | 26 juillet 2023  | 29e (J. Trudeau) |
|                   |                   | Marie-Claude Bibeau         | Libéral | 26 juillet 2023  | 20 décembre 2024 | 29e (J. Trudeau) |
|                   |                   | Élisabeth Brière            | Libéral | 20 décembre 2024 | 14 mars 2025     | 29e (J. Trudeau) |
|                   | 14 mars 2025      | Élisabeth Brière            | Libéral | 13 mai 2025      | 30e (M. Carney)  |                  |
|                   |                   | François-Philippe Champagne | Libéral | 13 mai 2025      | 30e (M. Carney)  | En fonction      |